# Dorsal arábigo-índica

Dorsal de Carlsberg

La dorsal Arábigo-Índica o dorsal de Carlsberg es la sección septentrional de la dorsal oceánica Índico-central, una placa tectónica divergente limítrofe entre la placa africana y la placa Indoaustraliana, atravesando las regiones occidentales del océano Índico. Esta dorsal va desde el golfo de Adén hasta el suroeste de las islas Chagos. Al este queda la fosa arábiga y al oeste la fosa Somalí.
La cresta de la que la dorsal de Carlsberg forma parte se extiende hacia el norte desde un triple punto de conjunción cerca de la isla de Rodrigues (el punto triple de Rodrigues) hasta una conjunción con la zona de fractura de Owen.
La dorsal Arábigo-Índica es sísmicamente activa, con un gran terremoto documentado por el Servicio Geológico de los Estados Unidos con 7,6 en el Escala sismológica de magnitud de momento el 15 de julio de 2003.